# Zócalo
Zócalo (španska izgovorjava: ['so.ka.lo]) ali Plaza del Zócalo je splošno ime glavnega trga v središču Ciudad de Méxica. Pred kolonialnim obdobjem je bilo glavno slovesno središče v asteškem mestu Tenochtitlan. Trg je bil nekoč znan le kot "Glavni trg" ali "Trg grbov", danes pa je njegovo uradno ime Plaza de la Constitución (Trg ustave). To ime ne izvira iz nobene mehiške ustave, temveč iz ustave iz Cádiza, ki je bila podpisana v Španiji leta 1812. Kljub temu se danes skoraj vedno imenuje Zócalo. Načrtovali so postavitev stebra kot spomenika neodvisnosti, zgradili pa so le bazo ali zócalo (kar pomeni 'podstavek'). Podstavek je bil že zdavnaj pokopan, vendar je ime ostalo živo. Številna druga mehiška mesta, kot so Oaxaca,  Mérida in Guadalajara, so sprejela besedo zócalo za sklicevanje na svoje glavne trge, ne pa vsi.
Za Mehičane je bil zbirališče že od azteških časov, saj so bili tam obredi, zaprisege podkraljev, kraljeve razglasitve, vojaške parade, slovesnosti neodvisnosti in sodobni verski dogodki, kot so prazniki Velikega tedna in Corpus Christi. Sprejel je tuje voditelje držav in je glavno prizorišče tako nacionalnih praznovanj kot nacionalnih protestov. Zócalo in okoliški bloki že skoraj 700 let igrajo osrednjo vlogo pri načrtovanju in geografiji mesta. Trg je le en blok jugozahodno od Templo Mayor, ki je po legendi in mitologiji Aztekov veljal za središče vesolja.

## Opis
Sodobni Zócalo v Ciudad de Méxicu meri 57.600 m². Meji na metropolitansko stolnico na severu, Palacio Nacional na vzhodu, stavbe zveznega okrožja na jugu in Viejo Portal de Mercaderes na zahodu, stavbo Nacional Monte de Piedad na severozahodnem vogalu, s strani Templo Mayor na severovzhodu, tik zunaj. V središču je steber z ogromno mehiško zastavo, ki se vsak dan slovesno dviguje in spušča in odnese v Palacio Nacional. Obstaja vhod v postajo podzemne železnice "Zócalo", ki je na severovzhodnem vogalu trga, vendar noben znak nad tlemi ne kaže na njeno prisotnost.

## Zgodovina

### Pred  osvojitvijo
Pred osvajanjem je bilo območje, ki ga zaseda Zócalo, odprt prostor v središču prestolnice Aztekov, Tenochtitlana. Na vzhodu je bil omejen z 'novimi hišami' ali palačo Moctezume II. (ki bo postala Palacio Nacional), na zahodu pa s 'starimi hišami', palačo Axayacatla (1469–1481), kjer je bilal cesar Ahuitzotl, stric Moctezume in neposredni predhodnik. Trg v evropskem slogu ni bil del osvojenega azteškega Tenochtitlana; staro mesto je imelo sveto območje ali teocalli, ki je bilo absolutno središče mesta (in vesolja po prepričanju Aztekov), vendar je bilo neposredno severno in severovzhodno od sodobnega Zócala.
Sedanji Zócalo zaseda prostor jugo-jugozahodno od križišča cest, ki so usmerjale Tenochtitlan. Cesta sever-jug se je imenovala Tepeyac – Iztapalapa. Cesta Tlacopan je vodila proti zahodu in se je raztezala malo proti vzhodu, preden je prišla v jezero, ki je takrat obdajalo mesto. Po Hernánu Cortésu so bile te ceste širine treh tekmovalnih sulic. To križišče je mesto razdelilo na štiri soseske. Sveto območje, ki vsebuje Templo Mayor, je bilo severovzhodno od tega križišča in je bilo obdano z odprtim prostorom za navadne prebivalce. Kar zadeva odnos tega območja do teocallija, nekateri zgodovinarji pravijo, da je bil del tega, drugi pa ne. 

### Podkraljestvo Nova Španija (1521–1821)
Sodobni trg Ciudad de México je postavil Alonso Garcia Bravo kmalu po invaziji, ko je postavil danes zgodovinsko središče. Po uničenju Tenochtitlana je Cortés mesto preoblikoval v simbolične namene. Obdržal je štiri glavne soseske ali capullis, vendar je zgradil cerkev, zdaj stolnico, na mestu, kjer so se stikale. Južna polovica se je imenovala Plaza Mayor (Glavni trg), severna pa Plaza Chica (Mali trg). Dokaj zgodaj v kolonialnem obdobju je rastoče mesto pogoltnilo Plaza Chica.
V zgodnjih kolonialnih časih je bil trg na severu omejen z novo cerkvijo, na vzhodu pa z  novo Cortésovo palačo, zgrajena nad ruševinami palače Moctezume. Na zahodni strani trga so zgradili Portales de Mercaderes (portale trgovcev), južno od še ene Cortésove palače, palače markiza doline Oaxaca. Na južni strani je bil Portal rož (Flores), ki je dobil ime po lastnici Mariji Gutierrez Flores de Caballerias. Poleg tega portala je bila hiša Ayuntamiento, vladna stavba mesta. Obe sta bila za majhnim drenažnim kanalom, ki je potekal od vzhoda proti zahodu.
Poplave so bile vedno problem za trg in mesto nasploh. Trg je leta 1629 preplavila voda dva metra visoko, kar je uničilo številne tamkajšnje trgovce in zahtevalo obnovo številnih portalov. Projekt drenaže za nadzor poplav, znan kot desagüe (hidrotehnični projekt za izčrpavanje osrednjega jezerskega sistema mesta, da bi zaščitili prestolnico pred trajnimi in uničujočimi poplavami), je skoraj celotno kolonialno obdobje pripravljal indijanske moške za delo na tem velikem infrastrukturnem projektu. Obvladovanje poplav je pomenilo koristi za zdravje prebivalcev Ciudad de Méxica, saj preprečuje, da bi človeški odpadki med poplavami onesnaževali mesto in zatiranje komarjev, ki širijo bolezni. Spremenil je tudi ekološki sistem, ki je podpiral populacije ptic in rib ter omogočil indijansko gojenje pridelkov.
Po izgradnji stolnice v drugi polovici 16. stoletja se je videz trga spremenil. Stara cerkev je gledala proti vzhodu in ne proti samemu trgu. Trije portali nove stolnice so se vzpenjali proti jugu nad trgom in dali območju orientacijo sever-jug, ki obstaja še danes.
Večji del 17. stoletja so trg preplavile tržne stojnice. Potem ko je množica leta 1692 požgala palačo Viceregala, prikazano na znameniti sliki Cristóbala de Villalpanda iz leta 1696, so oblasti poskušale popolnoma očistiti trg, da bi naredile prostor za Parian, niz trgovin v jugozahodnem kotu trga v skladišče in prodajo izdelkov, ki so jih prinašali galeoni iz Evrope in Azije. Odprli so ga leta 1703. Parián je prikazan na dnu Villalpandove slike; kasneje je bil uničen v nemirih 1828.
To pa ni preprečilo, da bi se preostali del trga spet napolnil z improviziranimi stojnicami, kot je skupina, znana kot San José, ki je ob samem Parianu. Zaradi tega je zgodovinar Francisco Sedano komentiral, da je grdo. Trdil je, da je bilo takrat zelo težko hoditi naokrog zaradi neravnega pločnika, blata v deževnem obdobju, agresivnih uličnih psov, gomil smeti in človeških iztrebkov, ki so jih metali med koruzne lupine in druge zavržene ovoje.
Trg je bil spet očiščen (z izjemo Pariana) z razglasitvijo Karla IV. decembra 1789. Takratni podkralj Juan Vicente Güemes Pacheco je dal trg popraviti, odprte žlebove pa pokriti s kamnitimi bloki. V vsakem kotu je imel postavljen tudi vodnjak. Med tem delom so odkrili azteški koledar  in kip boginje Coatlicue. Koledar je bil na ogled na zahodni strani stolnice, kjer je ostal do približno leta 1890, ko so ga preselili v stari "Centro muzej". Zdaj je v Antropološkem muzeju. Kamen je prišel v ta muzej šele po osamosvojitvi, vendar šele, ko je bil praktično pokopan v enem od zadnjih dvorišč kraljeve in papeške univerze. Nekdanji trgovci na trgu so bili preseljeni predvsem v novo stavbo, imenovano Mercado de Volador, ki je jugovzhodno od trga, kjer danes stoji stavba vrhovnega sodišča.
Trg je bil spremenjen v javni prostor s 64 svetilkami. Stolnico so ločili od trga z železno rešetko; postavili so 124 kamnitih klopi, trg pa so označevali nizki železni stebri, povezani z železno verigo. Glavna značilnost prenovljenega trga je bil konjeniški kip Karla IV., delo Manuela Tolsája. Prvič je bil postavljen v jugovzhodnem kotu trga, najprej na pozlačenem lesenem podstavku, da so ga odprli decembra 1803. Ko je bil spomenik dokončan, je leseno podlago zamenjala ovalen kamen, velik 113 x 95,5 m. lastno ograjo in fontane na vogalih, ki jih je ustvaril José del Mazo.
To je bilo v ozadju, ko so podpredsednik Don Felix Maria Calleja, drugi organi in zbrani ljudje 22. maja 1813, ko je divjala mehiška vojna za neodvisnost, prisegli na zvestobo ustavi iz Cadiza in zvestobo španski kroni. Ta dogodek je povzročil tudi preimenovanje trga v Plaza of the Constitution. Zadnje spremembe na trgu pred osamosvojitvijo leta 1821 je naredil Manuel Tolsá, ki je postavil križ Mañozca na jugovzhodni vogal in postavil še en, podoben križ na severozahodu. Oba sta bila postavljena na kamnite neoklasicistične podstavke.

### Osamosvojitev in nemiri 1828
Simbolična poteza ob osamosvojitvi je bila demontaža in odstranitev konjeniškega spomenika Karla IV. Kip je še vedno mogoče videti pred Narodnim umetniškim muzejem, kjer njegova sedanja in veliko manjša podlaga navaja, da je ohranjen izključno zaradi svoje umetniške vrednosti. Nekdanja ovalna podlaga kipa je bila preseljena v takratno stavbo univerze, balustrada pa v središče Alameda Central. Plaza je ostala gola, razen Pariana.
4. in 5. decembra 1828 je bil trg Parián, najaktivnejši na trgih Ciudad de México, izropan in poškodovan zaradi ljudskega upora. Več trgovcev je umrlo, večina pa je bila uničena. Predsednik Santa Anna je leta 1843 končno porušil Parián. [14] To je pustilo trg spet gol, razen nekaj jesenov in cvetličnih vrtov, ki so bili zasajeni in zaščiteni s kamnitimi obrobami. Santa Anna je želel v središču trga zgraditi spomenik mehiški neodvisnosti, vendar je njegov projekt dosegel le osnovo (zócalo), ki je tam ostala desetletja in je trgu dala današnje ljudsko ime. Tako je ostalo do leta 1866, ko je nastala Paseo (pot) del Zócala kot odziv na številne ljudi, ki so na sprehodu uporabljali ta trg. Ustvarjena je bila vrsta pešpoti; na vsakem vogalu so postavili vodnjake; nameščenih je bilo 72 železnih klopi, območje pa so osvetlile vodikove plinske svetilke. Podstavek Santa Anne pa ni bil odstranjen.

### Era Porfiriata
Leta 1878 je Antonio Escandon mestu podaril kiosk, ki je bil postavljen nad podstavek Santa Anne. Osvetljen je bil s štirimi velikimi železnimi svečniki in je bil oblikovan tako, da je bil podoben enemu v Bois de Boulogne v Parizu. Kmalu zatem je podjetje Ferrocarriles del Distrito Federal (Železnice zveznega okrožja) del Zócala spremenilo v postajo tramvaja s kioskom in stojalom za vozovnice. Tramvaji in razsvetljava so bili leta 1894 pretvorjeni v električno energijo, poti Zócala pa so bile leta 1891 tlakovane z asfaltom.
Od druge polovice 19. do začetka 20. stoletja je bil Zócalo spet poln tržnih stojnic, med drugim tudi Centro Mercantil, ki je prodajal tkanine, oblačila in secesijsko kamnoseštvo. Druge stojnice so ponujale bolj vsakdanje blago. Zaradi tega so se pešci sprehajali po Alameda Central ali po ulicah San Francisco in Madero, zahodno od Zócala. Porfiriato ali porfirismo je bilo obdobje v zgodovini Mehike, v katerem je bila oblast v Mehiki med 28. novembrom 1876 in 25. majem 1911 pod nadzorom oaksaškega generala Porfiria Díaza.

### 20. stoletje
V času Decena Trágica00 (deset tragičnih dni od 9. do 19. februarja 1913) je bila iz bližnje vojaške utrdbe bombardirana Narodna palača, ki je po nesreči poškodovala Zócalo. Leta 1914 so odstranili jesen, posajen v prejšnjem stoletju (ki je medtem precej zrasel); nastale so nove pešpoti, travnate površine in vrtni prostor; v vsakem kotičku trga so bile posajene tudi palme.
Zócalo je bil 1. maja zbirališče protestov. Leta 1968 so študentje protestirali proti avtoritarnim ukrepom, ki jih je sprejel takratni predsednik Gustavo Díaz Ordaz. Bil je tudi izhodišče maratonskega teka na poletnih olimpijskih igrah leta 1968. Trg je postal zanemarjen, dokler do 1970-ih nista ostala le svetlobna stebra in velik drog za zastavo v sredini. Nato so tla spet poravnali, železniške tire odstranili in celoten trg zabetonirali. Parkiranje avtomobilov je bilo prepovedano, oblika trga pa je bila kvadrat s stranico 200 metrov. Kasneje v 1970-ih so Zócalo popravili z rožnatimi tlakovci; posajena so bila majhna drevesa, zaščitena s kovinskimi rešetkami; in okoli stebra posejane majhne površine trave.
Ko se je bližal konec 20. stoletja, je bil Zócalo skupaj z večino mestnega središča (imenovanega Colonia Centro) v zelo slabem stanju. To je povzročilo, da je revija The Economist pripomnila, da bi morali biti Zócalo in območje, ki ga obdaja, »... ena najbolj privlačnih arhitekturnih destinacij v Ameriki. Namesto tega je velik del sluma s propadajočimi stavbami, temnimi in umazanimi ulicami, ki jih blokirajo prodajalci in nametana s smeti«.
Konec 1990-ih sta Cuauhtémoc Cárdenas, takratni župan Ciudad de Méxica in dr. Rene Coulomb, generalni direktor Historic Center Trust, začela prenovo Zócala in okoliškega mestnega jedra v vrednosti 300.000.000 USD, s ciljem privabiti podjetja in prebivalce nazaj na območje. Obstajali so načrti za odstranitev železne rešetke, ki je ločevala stolnico od Zócala, vendar je bilo v javnosti toliko nasprotovanja ideji, da je bila sčasoma odpravljena.

### 21. stoletje
Leta 2009 je nekdanji župan Marcelo Ebrard sprožil kampanjo za vzdrževalna dela v Zgodovinskem središču (ki so jo zaradi zmanjšanja letnega proračuna lokalne vlade v kongresu v veliki meri podprli z denarjem, ki so ga v ta namen zbrali na ulicah vladni uradniki) ). Kampanja je imela zadovoljive rezultate 
Leta 2010 so repliko spomenika Angel de la Independencia (spomenik neodvisnosti) prinesli na Zócalo kot način za odstranitev protestnikov s prvotne lokacije Angela. To je zato, ker je prvotno mesto Angela na finančnem območju z velikim pretokom prometa, zaradi česar je policijsko delo težje kot v Zócalu.
Na trgu je od leta 2016 potekala parada na [[Dan mrtvih, potem ko je film Spectre o Jamesu Bondu predstavil parado.

## Kot politično središče
Zócalo je središče tako vlade kot naroda kot prestolnice, kjer se kaže moč. Zaradi tega je priljubljeno mesto za proteste in je pogosto posejano s protestniki v improviziranih taboriščih in transparentih. Ker lahko trg sprejme več kot 100.000 ljudi, je tudi prizorišče velikih političnih shodov. Na tisoče se jih je zbralo v protestih, ko je Cuauhtémoc Cárdenas izgubil proti Carlosu Salinasu na predsedniških volitvah, za katere velja, da so bile leta 1988 nameščene. Leta 2001 so privrženci zapatističnega voditelja Subcomandante Marcosa, večinoma revni prebivalci Chiapasa, vkorakali v Zócalo, da bi podprli predlog zakona, ki bi jim dal večjo politično avtonomijo. Po Cárdenasovem vodstvu je Andrés Manuel López Obrador po mehiških predsedniških volitvah leta 2006 tu organiziral velike proteste  ter shod s tisoči udeležencev proti pobudi predsednika Calderóna za dovoljenje zasebnih in tujih naložb v mehiško državno energetsko podjetje PEMEX. 30. avgusta 2008 je Zócalo napolnil miren protest proti kriminalu in nasilju.
Na trgu so tudi redni politični dogodki. Vsakega 15. septembra, dan pred 23. uro pride mehiški predsednik na osrednji balkon Narodne palače, da množici, zbrani na trgu, predstavi Grito de Dolores. Tudi to je včasih podvrženo političnim vetrovom države. Za Grito leta 2006 množico v Zócalu ni nagovoril takratni predsednik Vicente Fox, ki je šel v Dolores Hidalgo, Guanajuato, da bi dostavil Grito, ampak Alejandro Encinas, takratni župan Ciudad de Méxica. To je bilo storjeno, da bi se izognili množičnim protestom v Zócalu po spornih predsedniških volitvah med Felipejem Calderónom in Lópezom Obradorjem. Pod nepriljubljeno vladavino Enriqueja Peñe Nieta je bila slovesnost predmet obsežne kritike-predvsem iz levo usmerjenih virov-zaradi zloglasne vladne uporabe acarreados (ljudi, ki jih na trg dobesedno pripeljejo z avtobusom in plačajo s hrano ali drugo manjše blago), da bi povečali število obiskovalcev in simulirali navdušenje ljudi.
Alternativni izraz mehiškega ponosa je praznovanje spomladanskega enakonočja na Zócalu. To počnejo skupine, ki želijo znova potrditi superiornost avtohtonih etničnih krvnih linij (La Raza) in predšpanske kulture. Slovesnost se odločijo opraviti tukaj ne le zato, ker je blizu, ko so bili takšni obredi izvedeni pred prihodom Špancev, ampak tudi zato, ker so tik ob simbolih "španske" cerkvene in posvetne oblasti (stolnica in Narodna palača), ki temu nasprotujejo.
Na območju Zócala od leta 2014 potekajo veliki množični shodi po množični ugrabitvi v Iguali leta 2014, dogodku, ki je postal simbol za ozračje razširjenega kriminala, nekaznovanosti in vladne korupcije, s katerim se sooča država.

## Kot umetniško prizorišče
Od leta 1982 je Zócalo zaradi prizadevanj za oživitev mestnega jedra postal prizorišče številnih umetniških in kulturnih prireditev. Vsakodnevno potekajo improvizirane predstave azteških plesalcev, ki plešejo ob bobnih, nosijo pernata pokrivala in gležnje iz školjk. Zanimiv dogodek je bila izgradnja začasnega drsališča, velikega približno 3200 m², sredi Zócala, ki so ga prebivalci mesta lahko brezplačno uporabljali pozimi 2007. Od takrat je bilo drsališče že večkrat zgrajeno.
Festival de México je vsakoletni dogodek s programi, namenjenimi umetnosti (priljubljeni in lepi) in akademskim krogom, ki potekajo v Zócalu in na nekaterih drugih prizoriščih v zgodovinskem središču. Leta 2008 je imel 24. festival 254 predstav in nastopov iz več kot 20 držav na 65 trgih in drugih lokacijah v bližini trga.
Zocalo je pogosto mesto velikih parad v mestu, vključno s parado Alebrije Ciudad de México.
Tu so potekali tudi koncerti priljubljenih pevcev in skupin. Café Tacuba je leta 2005 na trg pripeljal skoraj 100.000 ljudi, kolumbijska super zvezdnica Shakira pa je po podatkih civilne zaščite Mehike pritegnila približno 210.000 ljudi. Avgusta 2008 je dogodek z rolkanjem / BMX v nedeljo popoldne privabil 50.000 mladih. Paul McCartney je na brezplačnem koncertu 10. maja 2012 v okviru svoje turneje On the Run obiskal 250.000 ljudi. Justin Bieber je 11. julija 2012 ponudil brezplačno predstavo, kjer je v okviru turneje za svoj album Believe iz leta 2012 nastopil pred 210.000 ljudmi. 1. oktobra 2016 je Roger Waters na trgu nastopil pred 170.000 ljudmi, spet brezplačno in z močnim političnim sporočilom proti Donaldu Trumpu in Enriqueju Peñi Nietu, vključenim v odseke oddaje, ki je bila sestavljena iz odlomkov iz njegovih let Pink Floyda.